# Numitor
Numitor Silvius was in de Romeinse mythologie de oudste zoon van  Proca Silvius, de koning van Alba Longa; een afstammeling van Ascanius en Aeneas en zelfs van de godin Venus. Zijn broer heette Amulius. Numitor had 3 kinderen, 2 zonen en een dochter, Rhea Silvia. 
Toen hun vader Proca Silvius stierf, liet die zijn koninkrijk aan Numitor na en de rijkdom aan Amulius. Amulius wilde echter ook het koninkrijk hebben. Daarom vermoordde Amulius de twee zonen van Numitor en zorgde hij ervoor dat Rhea Silvia een Vestaalse maagd werd. Zo kon Numitor geen nakomelingen meer krijgen. Amulius kwam op deze manier aan de macht. 

## Legende
Volgens de legende werd Rhea Silvia zwanger door de oorlogsgod Mars en kreeg ze twee kinderen, Romulus en Remus. Omdat zij met deze zwangerschap de wetten van de godin Vesta had verbroken en zij kinderen had gekregen, die later het erfrecht konden opeisen) sloot Amulius haar woedend op. Volgens sommigen werd ze levend begraven, volgens anderen gevangengezet maar na de dood van Amulius bevrijd, of ze werd in de Tiber geworpen en door de stroomgod tot echtgenote genomen.
Amulius gaf een slaaf de opdracht de kinderen te doden. De slaaf liet de kinderen echter achter in een mandje op de Tiber. De Tiber trad toen buiten zijn oevers en het mandje met de kinderen werd daarna gevonden en opgevoed door een wolvin, de Lupa Capitolina en daarna gevonden door een herder Faustulus die hen vervolgens opvoedde tot herders. Jaren later kwamen Romulus en Remus, die herders geworden waren, alles te weten en trokken met een aantal boeren naar Alba Longa en stichtten uiteindelijk Rome.

## Gerelateerde onderwerpen
- Rome

- Romulus en Remus

- Amulius